# Asta di Vickrey
L'asta Vickrey o asta in busta chiusa al secondo prezzo è un tipo di asta in busta chiusa, cioè effettuata con offerte scritte e non conosciute dagli altri partecipanti. Vince l'offerta più alta, ma viene pagato il prezzo indicato nella seconda massima offerta. Il nome richiama il fatto che il metodo è stato ideato da William Vickrey.
Questo modo, che è strategicamente analogo all'asta inglese, fa sì che la scelta migliore per un acquirente sia quella di offrire esattamente ciò che è la sua reale valutazione a proposito dell'oggetto messo in asta.
Una generalizzazione dell'asta di Vickrey è il meccanismo Vickrey-Clarke-Groves.